# Copa Constitució 2016-2017
La Copa Constitució 2016-2017 è stata la 25ª edizione della Coppa di Andorra di calcio. Il torneo è iniziato il 7 febbraio ed è terminato il 28 maggio 2017. La competizione è stata vinta per il secondo anno consecutivo dal UE Santa Coloma.

## Turno eliminatorio
| 7 - 15 febbraio 2017 |                   |                    |
| Ordino               | 6 - 0             | Atlètic Escaldes   |
| Encamp               | 1 - 0             | Penya Encarnada    |
| Engordany            | 5 - 0             | Inter Escaldes     |
| Jenlai               | 1 - 1 (3 - 4 dtr) | CF Atlètic Amèrica |

## Quarti di finale
| 22 marzo 2016 - 2 aprile 2017 |       |                 |
| Ordino                        | 3 - 2 | Sant Julià      |
| Encamp                        | 0 - 1 | FC Santa Coloma |
| Engordany                     | 0 - 1 | UE Santa Coloma |
| CF Atlètic Amèrica            | 0 - 6 | Lusitans        |

## Semifinale
| 12 - 13 aprile 2017 |       |                 |
| Ordino              | 0 - 6 | FC Santa Coloma |
| UE Santa Coloma     | 2 - 1 | Lusitans        |

## Finale
| Aixovall 28 maggio 2017, ore CEST | FC Santa Coloma | 0 – 1 | UE Santa Coloma | Estadi Comunal |